# Hà Thị Linh
Hà Thị Linh (sinh năm 1993) là nữ vận động viên quyền Anh người Việt Nam. Cô tham dự Thế vận hội Mùa hè 2024 ở nội dung 60kg nữ và bị loại ở vòng 1/8.

## Tuổi thơ
Hà Thị Linh là người dân tộc Tày. Cô là con út trong gia đình có ba chị em tại thôn Mường Bát, xã Thống Nhất, thành phố Lào Cai. Năm lớp 7, cô được ngành thể thao Yên Bái tuyển chọn về tập bóng chuyền do có chiều cao nổi trội. Sau một năm, cô thấy không có sự phát triển và không thật sự đam mê với bóng chuyền nên quyết định nghỉ tập môn này ở Yên Bái. Lúc đó Hà Thị Linh đã được huấn luyện viên Nguyễn Như Cường từ đội quyền Anh Hà Nội phát hiện có tố chất phù hợp (cao, khoẻ, phản xạ tốt) và cô đã chuyển sang luyện tập quyền Anh. Năm 2008, cô chính thức thi đấu chuyên nghiệp. Năm 2011, Hà Thị Linh lần đầu dự Giải vô địch quốc gia.

## Sự nghiệp
Năm 2013, cô lần đầu dự Đại hội Thể thao Đông Nam Á tại Myanmar và giành huy chương vàng hạng cân 64 kg nữ sau khi đánh bại võ sĩ nước chủ nhà Kyu Kyu Hlaing trong trận chung kết có 5.000 khán giả Myanmar đến xem. Năm 2015, Đại hội Thể thao Đông Nam Á không có nội dung quyền Anh nữ hạng 64 kg; tại giải boxing vô địch châu Á 2015, cô giành huy chương đồng. Nữ vận động viên kết hôn vào năm 2016 và có thai vào năm 2017.
Do hoàn cảnh kinh tế rất khó khăn, nên sau khi sinh con Hà Thị Linh đã quay lại tập luyện và thi đấu. Tháng 7 năm 2018, khi đứa con được 4 tháng tuổi, cô đã gọi cho huấn luyện viên để đề nghị được quay lại tập luyện tập luyện. Cô chuyển sang hạng cân 69 kg nữ và giành huy chương vàng Đại hội Thể thao toàn quốc 2018. Cô tham dự Đại hội Thể thao Đông Nam Á 2019 nhưng thua trận ở vòng tứ kết hạng 60kg. Năm 2020, Hà Thị Linh sinh con gái thứ hai và nghỉ thi đấu một thời gian.
Năm 2022, Hà Thị Linh quay trở lại thi đấu, giành huy chương vàng Đại hội Thể thao toàn quốc. Tại Đại hội Thể thao Đông Nam Á 2023 thi đấu đúng hạng cân sở trường là 63kg và giành huy chương vàng SEA Games thứ hai trong sự nghiệp của mình.
Tháng 6 năm 2024, cô vượt qua vòng loại và giành suất chính thức tham dự Thế vận hội Mùa hè 2024 môn quyền Anh ở hạng cân 60kg nữ. Tại Thế vận hội Mùa hè 2024, Hà Thị Linh giành chiến thắng 5-0 trước võ sĩ Feofaaki Epenisa (Tonga) ở vòng loại, sau đó gặp võ sĩ Yang Wenlu (Trung Quốc) ở vòng 1/8 và thua 0-5.